# Піщанка (притока Сожу)
Піщанка (біл. Пясчанка) — річка в Славгородському районі Могильовської області Білорусі, права притока річки Сож.

## Опис
Довжина річки 18 км. Площа водозбір 126 км². Починається в напрямку на північ від села Кабіна Гора. Впадає до Сожу приблизно за 2,7 км на південь від села Рудня. Русло Піщанки каналізоване майже на всьому протязі.

## Історія

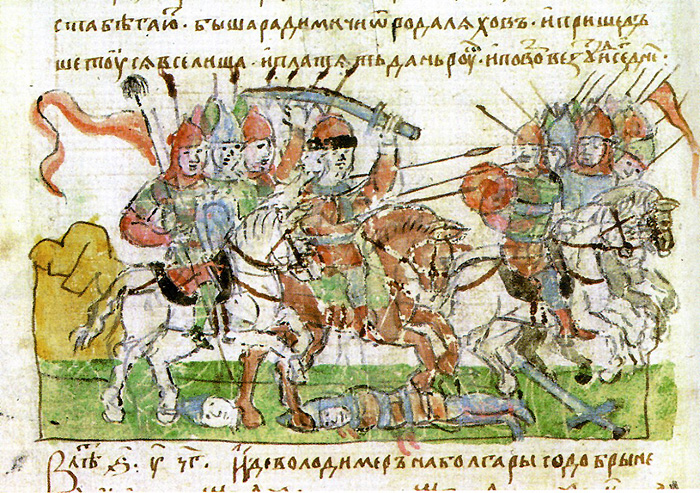
Мініатюра Радзивіллівського літопису: перемога Вовчого Хвоста, воєводи київського князя Володимира Святославича, над радимичами на річці Піщані в 984

У 984 році воєвода київського князя Володимира Святославича Вовчий Хвіст зустрівся з військами радимичів на річці Піщані (літописна назва Піщанки) і розбив їх. Ця битва описана в "Повісті временних літ".